# José Miguel Ávila Jalvo
José Miguel Ávila Jalvo (1949) es un arquitecto español.
Cursa estudios en la Escuela Técnica Superior de Arquitectura de Madrid como Becario de EXCO e INCE y colaborador en el Centro de Cálculo. Obtiene el Doctorado en 1985. Es profesor de estructuras desde 1974 en la ETSAM y entre 1978 y 1983 en la Escuela Técnica Superior de Arquitectura de Valladolid. En 1987 se convierte en Profesor titular.
Es Miembro Fundador del Seminario de Estructuras, Director del curso de Especialización en Construcción del Máster de Conservación y Restauración del Patrimonio Arquitectónico y Urbano de la ETSAM y profesor de diversos cursos de posgrado.
Desarrolló los primeros programas de armado de estructuras porticadas con ordenador desde 1969 hasta 1983. 
Colabora profesionalmente, proyectos, direcciones e informes, con ministerios, ayuntamientos, comunidades autónomas, el IVIMA, la Empresa Municipal de la Vivienda de Madrid, el Canal de Isabel II, ASEMAS, etc.
Colabora desde 1980 con el Departamento de Protección de la Edificación del Ayuntamiento de Madrid en obras de seguridad, consolidación y urgencias. Debido a ello dirigió demoliciones célebres, como las de los Almacenes Arias y la Torre Windsor tras de sus respectivos incendios.
Ha publicado numerosos trabajos sobre arquitectura, de los que podemos citar :
- Tres tristes torres : del trovador de la alfajería de Zaragoza, de S. Pedro el viejo de Madrid, de S. Pedro ad. vincula de Vallecas (1998) ISBN:8489977399
- El puente de Triana y su tiempo

## Proyectos en los que ha intervenido
- Demolición de la Torre Windsor
- Demolición de los Almacenes Arias
- Proyecto de traslado de la Puerta de Hierro
- Palacio de las Arenas de Santillana del Mar
- Torre de San Martín de Teruel
- Centros de Salud en Villaviciosa y en Avilés
- Casa de San Isidro en Torrelaguna
- Albergues de Cercedilla y Rascafría
- Puente Viejo de Buitrago del Lozoya
- Palacio de Congresos de Madrid
- Edificio Sabatini en Leganés
- Colegiata de Medinaceli
- Torre de San Pedro ad Víncula en el pueblo de Vallecas
- Iglesia de Nuestra Señora de la Virgen Blanca de Cerceda (Madrid)
- Estadio Vicente Calderón
- Torreón de los Guzmanes en Ávila
- Estadio de los Pajaritos de Soria
- Pasarela del parque Tierno Galván
- Torre del Trovador del Palacio de la Aljafería de Zaragoza
- Escuela Técnica Superior de Ingenieros de Montes de la Universidad Politécnica de Madrid
- Puente Mayor de Salamanca
- Iglesia de San Pedro El Viejo